# Kerkafalva
Kerkafalva là một thị trấn thuộc hạt Zala, Hungary. Thị trấn này có diện tích 18,5 km², dân số năm 2010 là 118 người, mật độ 6 người/km².